# Artawazdes II
Artawazdes II, Artawazd II (orm:Արտավազդ Երկրորդ) – król Armenii w latach 55 p.n.e.-34 p.n.e. z dynastii Artaksydów. Syn Tigranesa II. 
W swojej polityce, w przeciwieństwie do swojego ojca, sprzyjał Rzymowi. Został nawet sojusznikiem republiki, co przyczyniło się do pogorszenia stosunków z Partią. Nakłaniał Krassusa, żeby Partów zaatakował z terytorium Armenii, a nie z równinnej Mezopotamii, dającej szerokie pole działania partyjskiej konnicy. Klęska Rzymian pod Carrhae wystawiła Armenię na samotną konfrontację z Partami. Król Orodes II zaatakował Artawazdesa II, który po niepowodzeniach zmuszony został do uznania władzy partyjskiej nad sobą i oddania swojej siostry synowi i następcy Orodesa II Pakorusowi I.
W 36 r. p.n.e. Marek Antoniusz zorganizował wyprawę na Partię, ale doznał sromotnej klęski. Artawazdes II został zmuszony wystąpić przeciwko Partom po stronie Rzymian, dostarczając im 20 tys. jazdy i piechoty. Marek Antoniusz po niepowodzeniach wracając z Partii, uprowadził Artawazdesa i jego rodzinę do Egiptu. Chcąc zrekompensować sobie straty i przejąć skarbiec Armenii, poddał króla i jego żonę torturom. Nie uzyskawszy żadnych informacji, z rozkazu Kleopatry VII oboje zostali ścięci w Aleksandrii w 31 r. p.n.e.